# إطلاق النار في سيهات 2015
شهدت مدينة سيهات في محافظة القطيف في 3 محرم 1437 والموافق ميلاديًّا 16 أكتوبر 2015  حادث إطلاق نار نفَّذه مُسلحون ينتمون لتنظيم الدولة الإسلامية في حسينية الحيدرية في حي الكوثر، وقُتِلَ جرَّاء هذا العمل 5 وأُصِيبَ 9.
وقد لاحقَت الشرطة المُعتدين وبادر أحدهم بإطلاق النار فقتلَتْه الشرطة وروى شهود عيان أن الإرهابيين سرقوا سيارة أجرة من حي العنود في الدمام، واستقلوها حتى وصلوا إلى الحسينية في حي الكوثر في سيهات، وقاموا بإطلاق النار. وقد تبنَّت داعش العملية الإرهابية وصرَّحَت باسم مُنفِّذها شجاع الدوسري؛، وقال جعفر العباد أحد أفراد عائلة الشهيدة بثينة (البالغة من العمر 22 عامًا والتي كانت ستكون طبيبة) لوكالة فرانس برس: «إن العائلة فخورة باستشهاد ابنتها فداءً لدينها».

## قتلى الحادثة الإرهابية
قُتل خمسة - امرأة وأربعة رجال - بعد إصابتهم بإصابات بليغة:
1. علي حسين السليم.[2]
2. بُثينة العباد.[2]
3. أيمن العجمي.[2]
4. عبد الستار أبو صالح.[2]
5. عبد الله الجاسم.[2]

وقد أُصِيب الكثير إصابات بليغة.